# Filmfare Award 1964
Der 11. Filmfare Award wurde am Anfang des Jahres verliehen. Bei dieser Verleihung gibt 15 verschiedene Kategorien. Nur bei den Beliebtheitspreisen gibt es mehrere Nominierungen. Die Filmfare Awards Bester Playbacksänger und Beste Playbacksängerin waren damals nur eine Kategorie, deswegen hat Lata Mangeshkar diesen Preis nicht gewonnen.

## Gewinner und Nominierte
| Meiste Filmfare Awards | Bandini (6 Filmfare Awards) |

| Kategorie               | Filmtitel                                    | Gewinner                         | Weitere Nominierungen                                                                                 |
| Bester Film             | Bandini                                      | Bimal Roy                        | Gumrah Dil Ek Mandir                                                                                  |
| Beste Regie             | Bandini                                      | Bimal Roy                        | B. R. Chopra für Gumrah C. V. Sridhar für Dil Ek Mandir                                               |
| Bester Hauptdarsteller  | Mujhe Jeene Do                               | Sunil Dutt                       | Ashok Kumar für Gumrah Rajendra Kumar für Dil Ek Mandir                                               |
| Beste Hauptdarstellerin | Bandini                                      | Nutan                            | Meena Kumari für Dil Ek Mandir Mala Sinha für Bahu Rani                                               |
| Bester Nebendarsteller  | Dil Ek Mandir                                | Raaj Kumar                       | Johny Walker für Mere Mehboob Mehmood für Ghar Basaker Dekho                                          |
| Beste Nebendarstellerin | Gumrah                                       | Shashikala                       | Ameeta für Mere Mehboob Nimmi für Mere Mehboob                                                        |
| Beste Story             | Bandini                                      | Jarasandha                       | C. V. Sridhar für Dil Ek Mandir Akhtar-ul-Iman für Gumrah                                             |
| Beste Musik             | Taj Mahal                                    | Roshan                           | Shankar-Jaikishan für Dil Ek Mandir Naushad für Mere Mehboob                                          |
| Bester Liedtext         | Jo Vada Kiya – Taj Mahal                     | Sahir Ludhianvi                  | Sahir Ludhianvi für Chalo Ek Bar – Gumrah Shakeel Badayuni für Mere Mehboob Tujhe Mere – Mere Mehboob |
| Bester Playbacksänger   | Chalo Ek Bar – Gumrah                        | Mahendra Kapoor                  | Mohammed Rafi für Mere Mehboob Tujhe Mere – Mere Mehboob                                              |
| Beste Playbacksängerin  | –                                            | –                                | Lata Mangeshkar für Jo Vada Kiya – Taj Mahal                                                          |
| Bester Dialog           | Dil Ek Mandir                                | Arjun Dev Rashk                  | |
| Bester Schnitt          | Gumrah                                       | Pran Mehra                       | |
| Beste Kamera            | Bandini (Schwarzweißfilm) & Sehra (Farbfilm) | Kamal Bose & Krishnarao Vashirda | |
| Bestes Szenenbild       | Mere Mehboob (Schwarzweißfilm)               | Sudhendu Roy                     | |
| Bester Ton              | Bandini                                      | Dinshaw Billimoria               | |